# Атлантик (група)
Вижте пояснителната страница за други значения на Атлантик.
Атлантик е българска рок група, считана за една от първите метъл групи в България. Има издадени 10 албума.

## История
Атлантик е основана през 1983 година от Димитър Димитров и Росен Литов. Първоначално свирят само в читалища и малки зали, а до голяма сцена са допуснати чак в края на 80-те години. След падането на комунизма участват в рок-фестивали като „За мир под звездите“, „Сребърен Ерос“, „Празника на свободния човек“, „Силата на метъла“ и други. През 1994 записват първият си албум, в който са събрани стари парчета от 80-те години. Той излиза през 1996 под името „Атлантик '96“. През ноември 1998 групата прави своят юбилеен концерт, а поддържаща група са БГ рок. През 2003 издават юбилейна компилация по случай 20-годишнината от основаването си. На следващата година е издаден албума „Призрачен град“. Атлантик са поканени да изпълнят песните от него на фестивала „Дните на метъла – Замчушко“ в Малборк, Полша. През 2005 групата издава първият си англоезичен албум – Follow your dream. Също така Атлантик отново участват на фестивала „Дните на метъла“, свирейки с банди от много държави. На 23 март 2008 Атлантик изнася концерт по повод 25-годишният юбилей в софийския клуб „Back stage“. През октомври 2008 групата започва национално турне, а също така свири и в сръбския град Зайчар. Също така започват работа по новият си албум, посветен на исторически личности, който излиза чак в края на 2011. През юли 2012 Атлантик е специален гост на рок феста в Пирот, Сърбия.

## Албуми
- Атлантик '96 – 1996
- Последната битка на Шишман – 1998
- Рок Баладите на Атлантик – 2000
- Деца на смъртта – 2002
- 20 години Атлантик – 2003
- Призрачен град – 2004
- Follow Your Dream – 2005
- 25 години Атлантик – 2008
- The Great Names Of Past – 2011
- Конникът на смъртта – 2013